# Système radioélectrique du service mobile terrestre

Station radioélectrique d'un véhicule automobile.

Le système radioélectrique du service mobile terrestre est constitué des stations radioélectriques du service mobiles terrestre destinées à fonctionner durant le déplacement (ou pendant des haltes dans des points non déterminés) à l'intérieur des limites géographiques d'une région, d'un pays ou d'un continent. Inclus et dénommé en France dans les réseaux radioélectriques indépendants[évasif].

## Historique

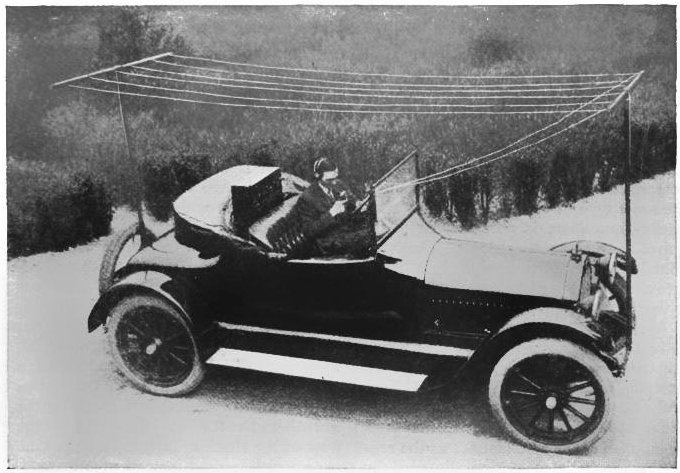
Station mobile NVIS de radioamateur bande de 1.5 MHz à 2 MHz sur une voiture en 1922.

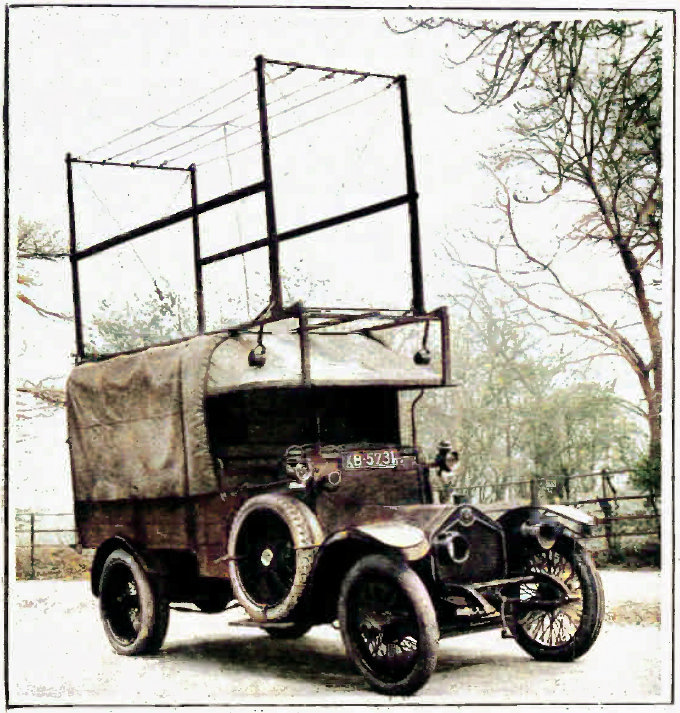
Antenne en T sur une voiture de police en 1924.

## Description

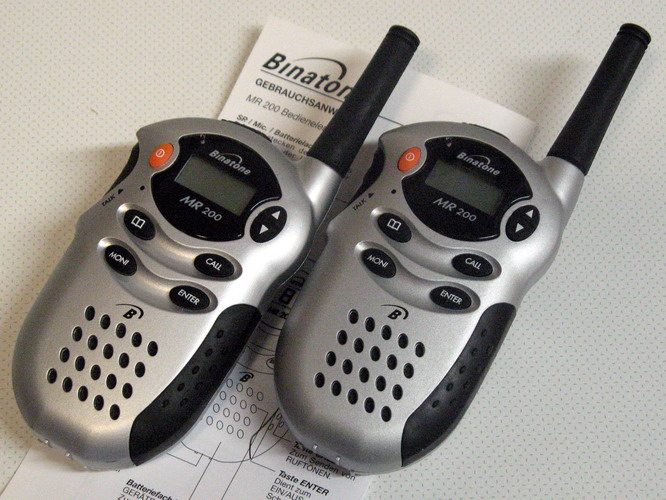
Talkie-walkie PMR 446 MHz

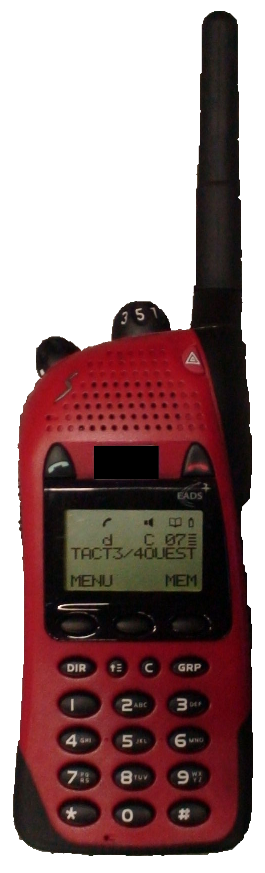
mobile ANTARES.

Les stations radioélectriques du service mobiles terrestre dans les véhicules automobiles, motocyclettes, bicyclettes ou à pied (pédestre) sont destinées à fonctionner normalement durant les déplacements ou pendant des haltes dans des points non déterminés à l'intérieur des limites géographiques d'un pays ou d'un continent. Cela sans effectuer un montage/démontage radioélectriques durant le fonctionnant comme une station portable (ou transportable) .
 Une station radioélectrique du service mobile terrestre communique habituellement avec : d'autres stations mobiles terrestre, des stations de bases (station radioélectrique du service fixes), des stations transportables (ou portables). 
Les radiocommunications sont en mode simplex sur l'ensemble des bandes
 et en radiocommunications par relais au-dessus de 25 MHz.
Attribution des fréquences des bandes du service mobiles terrestre pour les professionnels :
| extrémité de bande  | catégorie de service                                         | canaux                         |
| ------------------- | ------------------------------------------------------------ | ------------------------------ |
| 1,705 -1,800 MHz    | fixe, mobile (à titre primaire)                              | 3 kHz en USB                   |
| 2,000 - 2,065 MHz   | fixe, mobile (à titre primaire)                              | 3 kHz en USB                   |
| 2,107 -2,170 MHz    | fixe, mobile (à titre primaire)                              | 3 kHz en USB                   |
| 2,194 - 2,495 MHz   | fixe, mobile (à titre primaire)                              | 3 kHz en USB                   |
| 2,505 - 2,850 MHz   | fixe, mobile (à titre primaire)                              | 3 kHz en USB                   |
| 3,155 - 3,400 MHz   | fixe, mobile (à titre primaire)                              | 3 kHz en USB                   |
| 4,438 - 4,650 MHz   | fixe, mobile (à titre primaire)                              | 3 kHz en USB                   |
| 4,750 - 4,995 MHz   | fixe, mobile (à titre primaire)                              | 3 kHz en USB                   |
| 5,060 - 5,250 MHz   | fixe (à titre primaire), mobile (à titre secondaire)         | 3 kHz en USB                   |
| 5,250 - 5,450 MHz   | fixe, mobile (à titre primaire)                              | 3 kHz en USB                   |
| 5,730 - 5,950 MHz   | fixe, mobile (à titre primaire)                              | 3 kHz en USB                   |
| 6,765 - 7,000 MHz   | fixe (à titre primaire), mobile (à titre secondaire)         | 3 kHz en USB                   |
| 7,300 - 8,100 MHz   | fixe (à titre primaire), mobile (à titre secondaire)         | 3 kHz en USB                   |
| 10,150 - 11,175 MHz | fixe (à titre primaire), mobile (à titre secondaire)         | 3 kHz en USB                   |
| 13,410 - 13,600 MHz | fixe, mobile (à titre primaire)                              | 3 kHz en USB                   |
| 13,800 - 14,000 MHz | fixe (à titre primaire), mobile (à titre secondaire)         | 3 kHz en USB                   |
| 14,350 - 14,990 MHz | fixe (à titre primaire), mobile (à titre secondaire)         | 3 kHz en USB                   |
| 20,010 - 21,000 MHz | fixe (à titre primaire), mobile (à titre secondaire)         | 3 kHz en USB                   |
| 23,000 - 23,200 MHz | fixe (à titre primaire), mobile (à titre secondaire)         | 3 kHz en USB                   |
| 23,350 - 24,890 MHz | fixe, mobile (à titre primaire)                              | 3 kHz en USB                   |
| 25,010 - 25,070 MHz | fixe, mobile (à titre primaire)                              | 3 kHz en USB                   |
| 25,210 - 25,550 MHz | fixe, mobile (à titre primaire)                              | 3 kHz en USB                   |
| 26,175 - 27,500 MHz | fixe, mobile (à titre primaire)                              | 12,5 kHz en FM                 |
| 27,500 - 28,000 MHz | fixe (à titre secondaire), mobile (à titre primaire)         | 12,5 kHz en FM                 |
| 29,700 - 50,000 MHz | fixe (à titre secondaire), mobile (à titre primaire)         | 12,5 kHz en FM                 |
| 68 - 87,500 MHz     | fixe (à titre secondaire), mobile (à titre primaire)         | 12,5 kHz en FM ou en numérique |
| 138 - 144 MHz       | fixe (à titre secondaire), mobile (à titre primaire) partagé | 12,5 kHz en FM ou en numérique |
| 146 - 174 MHz       | fixe (à titre secondaire), mobile (à titre primaire)         | 12,5 kHz en FM ou en numérique |
| 360 - 406 MHz       | fixe et mobile ACROPOL partagé                               | canaux en numérique            |
| 406,100 - 430 MHz   | fixe (à titre secondaire), mobile (à titre primaire)         | 6,25 kHz en FM ou en numérique |
| 433,050 - 435 MHz   | LPD à titre secondaire (Low Power Device)                    | 6,25 kHz en FM                 |
| 440 - 470 MHz       | fixe (à titre secondaire), mobile (à titre primaire)         | 6,25 kHz en FM ou en numérique |

Dans les bandes partagées, les stations radioélectriques à titre secondaire ne doivent pas gêner ou brouiller les stations radioélectriques à titre primaire.

### La propagation locale au-dessus de25MHz

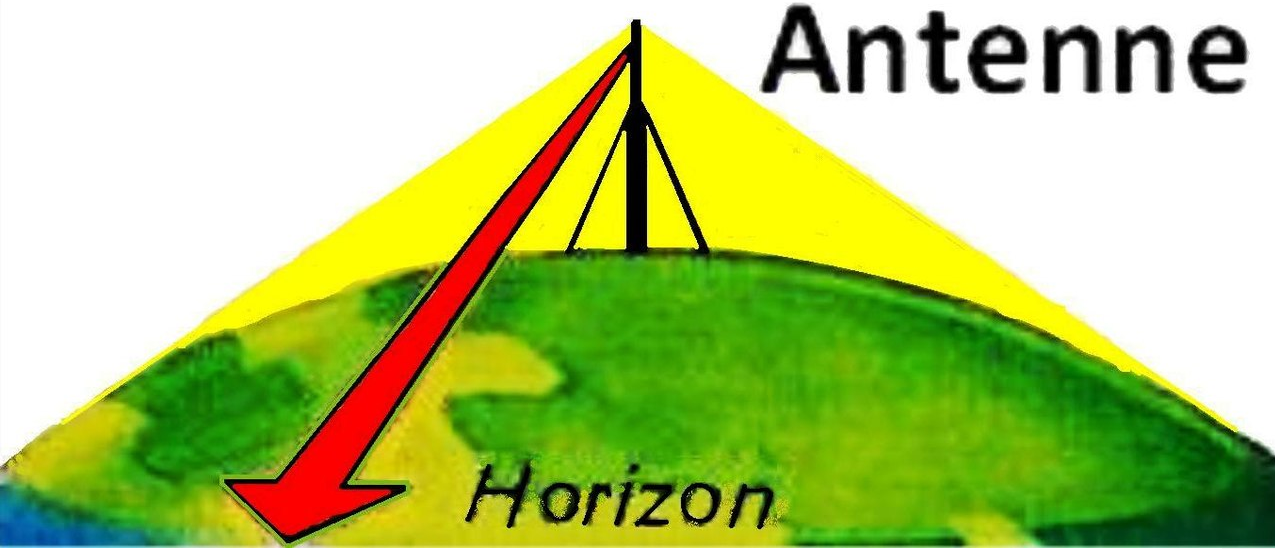
Propagation locale sur les bandes au-dessus de 25 MHz

Sur ces bandes, la propagation se fait dans une zone de réception directe (quelques dizaines de kilomètres) en partant de l’émetteur. 
- La propagation est comparable à celle d’un rayon lumineux.
- Les obstacles sur le sol prennent de l’importance en VHF.
- Les obstacles sur le sol prennent une grande importance en UHF.
- Les propagations sporadiques radios à grande distance dès 25 MHz ne sont pas utilisables par les services mobile terrestre.

### Radiocommunications régionales et départementales
Liaisons de faible capacité (équipement du type moyenne fréquence ou haute fréquence) pour les radiocommunications régionales et départementales .
On peut résumer
- de nuit : bande 0,3 MHz à 5 MHz en Europe, bande 2 MHz à 6 MHz sous les tropiques,
- de jour : bande 0,3 MHz à 8 MHz en Europe, bande 4 MHz à 12 MHz sous les tropiques.

### Radiocommunications intercontinentales

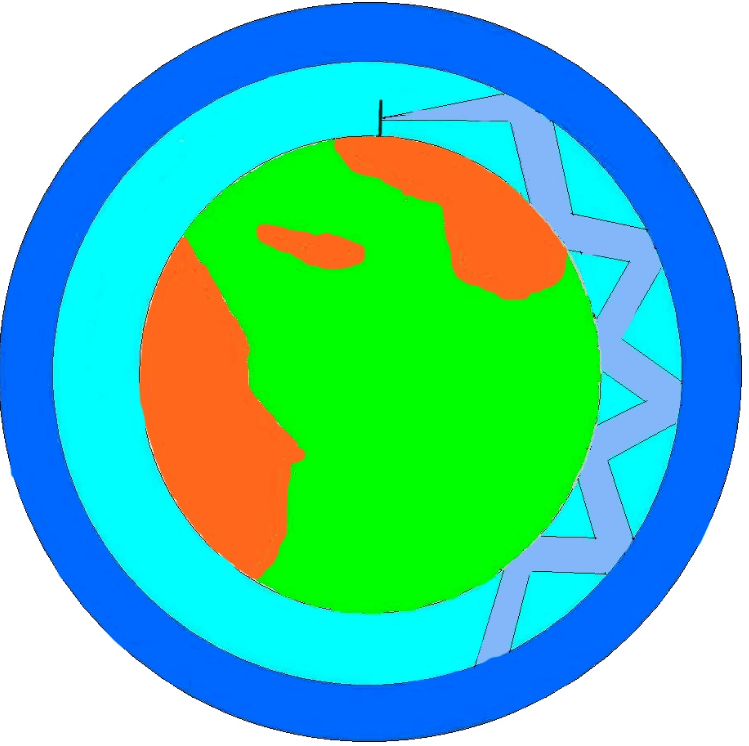
La propagation par onde réfléchie entre ciel et terre.

Caractéristiques des bandes de fréquences utilisées pour les communications intercontinentales par réflexion sur les couches E, F, F1 et F2,.
- de 6 MHz à 10 MHz, ce sont des bandes nocturnes
 pour lesquelles la réception n’est possible à grande distance que lorsqu’il fait nuit entre les lieux d’émission et de réception,
- de 10 MHz à 15 MHz, ce sont des bandes mixtes
 pour lesquelles les meilleures réceptions sont lorsque l’émetteur est dans le jour et le récepteur dans la nuit, ou inversement,
- de 15 MHz à 23 MHz, ce sont des bandes diurnes
 pour lesquelles les meilleures réceptions à grande distance sont lorsque le parcours entre l’émetteur et le récepteur est éclairé par le soleil.
- au-delà de 23 MHz, ce sont des bandes de propagation occasionnelle à grande distance, a lieu de temps en temps [6].

## Utilisateurs

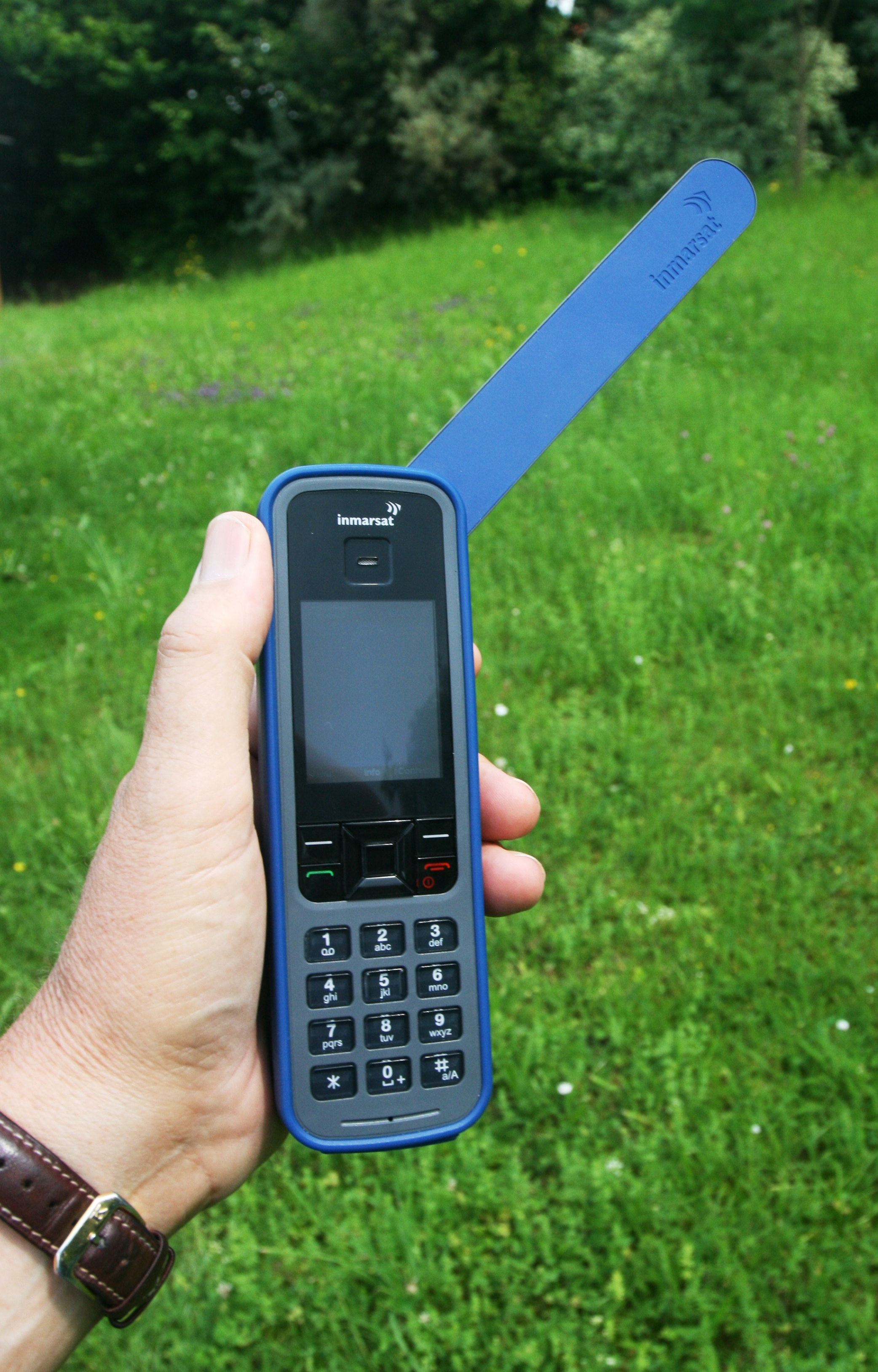
Téléphonie mobile par satellite.

Les radiocommunications du service mobile terrestre sont principalement utilisées par :
- les utilisateurs de la Téléphonie mobile (réseau de téléphonie mobile)
- les utilisateurs de réseau radioélectrique indépendant du service mobile terrestre de type 2RP donc Private Mobile Radiocommunications pour les professionnels :
- des services diplomatiques,
- des ministères donc Acropol pour la police nationale,
- des services de presse,
- des services de secours, services d'ambulance,
- des militaires, radio militaire,
- des  entreprises et sociétés donc le réseau TETRA, dépêché des taxis, travaux publics, ou des sociétés avec de grandes flottes de véhicules ou de nombreux agents de terrain,
- de la sécurité civile (pompiers) exemple: Antares,
- des organisations non gouvernementale ONG
- les PMR446: Radio Mobile Professionnelle à usage libre dans la bande des 446 MHz [7] , [8].
- les LPD433: Appareils de faible puissance à usage libre dans la bande des 433 MHz [9]
- le Comité international de la Croix-Rouge, la Fédération internationale des Sociétés de la Croix-Rouge et du Croissant-Rouge et les équipes ERU,
- les utilisateurs de la bande des citoyens CB « 27 MHz »
- l'ensemble des utilisateurs de Talkie-walkie "en mobile pédestre"
- les radioamateurs exclusivement dans les bandes radioamateurs

### Articles connexes

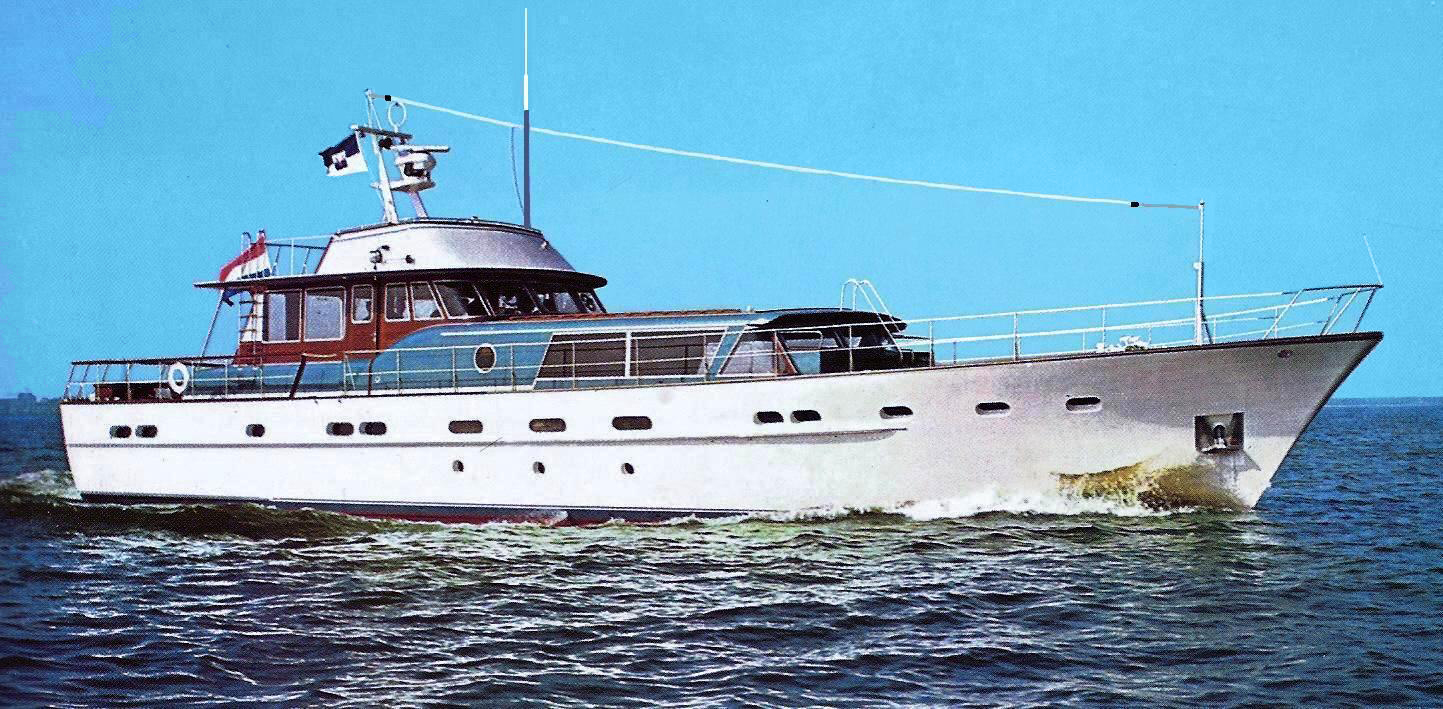
Une station mobile maritime.